# 신경인성 방광
신경인성 방광(神經因性膀胱, neurogenic bladder dysfunction, neurogenic bladder)은 배뇨 통제를 수반하는 중추신경계통이나 주위 신경의 질병으로 인한 방광의 기능 장애이다. 신경인성 방광은 카테터나 그 밖의 방법을 사용하지 않고서는 보통 소변의 배변이 어렵거나 완전히 불가능하다.

## 분류
- 경직성 방광 (과민성 방광)
- 이완성 방광 (저활동 방광)

## 같이 보기
- 다발성 경화증
- 요폐